# روبن آهارونیان
روبن میکائیلی آهارونیان (ارمنی: Ռուբեն Միքայելի Ահարոնյա؛ زادهٔ ۲۴ مهٔ ۱۹۴۷ در ریگا) نوازندهٔ ویولن اهل ارمنستان است.

## زندگی‌نامه
وی در ۲۴ مهٔ ۱۹۴۷ ‏ریگا به دنیا آمد. آهارونیان در کنسرواتوار دولتی چایکوفسکی مسکو تحصیل کرده‌است. او در کنسرواتوار دولتی کومیتاس ایروان است. وی برنده جوایزی همچون هنرمند مردمی ارمنستان شوروی، هنرمند شایسته ارمنستان شوروی، جایزه دولتی ارمنستان شوروی، مدال موسس خورناتسی، مدال طلای وزارت فرهنگ جمهوری ارمنستان، جایزه دولتی فدراسیون روسیه و نشان دوستی خلق شد.
او برندهٔ رقابت انسکو در بخارست و رقابت بین‌المللی چایکوفسکی در مسکو شده‌است.

## جوایز
- هنرمند مردمی ارمنستان شوروی (۱۹۸۰)
- جایزه دولتی ارمنستان (۱۹۸۸)
- جایزه دولتی روسیه (۲۰۰۱)